# FK Mash'al Mubarek
O FK Mash'al Mubarek é um clube de futebol uzbeque com sede em Mubarek. A equipe compete no Campeonato Uzbeque de Futebol.

## História
O clube foi fundado em 1984.